# Campionato di pallacanestro del Bahrein
Il Campionato di pallacanestro del Bahrein, conosciuto anche con il nome di Bahraini Premier League, è la massima divisione professionistica di pallacanestro in Bahrein. Il torneo, organizzato dalla Federazione cestistica del Bahrein, è posto sotto l'egida della FIBA Asia. La competizione si tiene con cadenza annuale, da ottobre a maggio, e vede la partecipazione di 12 squadre.
La prima edizione del campionato si è tenuta nella stagione 1974-1975, e l'Al-Ahli Manama fu il primo club ad aggiudicarsi il titolo di Campione del Bahrein. 
La squadra con più titoli nella storia della competizione è Al Manama, che per ben 25 volte si è aggiudicato il torneo.

## Squadre 2023-2024
| Team              | Città        |
| ----------------- | ------------ |
| Al-Ahli Manama    | Manama       |
| Al-Bahrain        | Manama       |
| Al-Hala Muharraq  | Al Muharraq  |
| Al-Ittihad Manama | Manama       |
| Al Manama         | Manama       |
| Al-Muharraq       | Al Muharraq  |
| Al-Najma          | Manama       |
| Al-Nuwaidrat      | Manama       |
| Bahrein Under-18  | Manama       |
| Isa Town          | Madinat 'Isa |
| Samaheej          | Manama       |
| Sitra Club        | Sitrah       |

## Albo d'Oro
- 1974-75:  Al-Ahli Manama
- 1975-76:  Al-Ahli Manama
- 1976-77:  Al-Ahli Manama
- 1977-78:  Al Manama
- 1978-79:  Al-Ahli Manama
- 1979-80:  Al-Ahli Manama
- 1980-81:  Al-Ahli Manama
- 1981-82:  Al-Ahli Manama
- 1982-83:  Al-Ahli Manama
- 1983-84:  Al-Ahli Manama
- 1984-85:  Al-Ahli Manama
- 1985-86:  Al-Ahli Manama
- 1986-87:  Al-Ahli Manama
- 1987-88:  Al-Ahli Manama
- 1988-89:  Al Manama
- 1989-90:  Al Manama
- 1990-91:  Al Manama
- 1991-92:  Al Manama
- 1992-93:  Al Manama
- 1993-94:  Al-Hala Muharraq
- 1994-95:  Al Manama
- 1995-96:  Al-Hala Muharraq
- 1996–97:  Al Manama
- 1997-98:  Al Manama
- 1998-99:  Al Manama
- 1999-00:  Al Manama
- 2000-01:  Al Manama
- 2001-02:  Al Manama
- 2002-03:  Al Manama
- 2003-04:  Al Manama
- 2004-05:  Al Manama
- 2005-06:  Al Manama
- 2006-07:  Al-Ahli Manama
- 2007-08:  Al-Muharraq
- 2008-09:  Al-Ahli Manama
- 2009-10:  Al-Ahli Manama
- 2010-11:  Al-Hala Muharraq
- 2011-12:  Al-Muharraq
- 2012-13:  Al Manama
- 2013-14:  Al Manama
- 2014-15:  Al Manama
- 2015-16:  Al Manama
- 2016-17:  Al Manama
- 2017-18:  Al Manama
- 2018-19:  Al-Muharraq
- 2019-20:  Al-Ahli Manama
- 2020-21:  Al-Ahli Manama
- 2021-22:  Al Manama
- 2022-23:  Al Manama
- 2023-24:  Al Manama
- 2024-25:  Al-Muharraq

## Vittorie per squadra
| Club             | Vittorie | Ultimo titolo |
| ---------------- | -------- | ------------- |
| Al Manama        | 25       | 2024          |
| Al-Ahli Manama   | 20       | 2021          |
| Al-Muharraq      | 4        | 2025          |
| Al-Hala Muharraq | 3        | 2011          |